# Winchester (Idaho)
Winchester – miasto w Stanach Zjednoczonych, w stanie Idaho, w hrabstwie Lewis.